# Municipio de Anna
El municipio de Anna (en inglés: Anna Township) es un municipio ubicado en el condado de Ward en el estado estadounidense de Dakota del Norte. En el año 2010 tenía una población de 29 habitantes y una densidad poblacional de 0,31 personas por km².

## Geografía
El municipio de Anna se encuentra ubicado en las coordenadas 47°59′7″N 101°40′7″O / 47.98528, -101.66861. Según la Oficina del Censo de los Estados Unidos, el municipio tiene una superficie total de 94.35 km², de la cual 90,95 km² corresponden a tierra firme y (3,6 %) 3,4 km² es agua.

## Demografía
Según el censo de 2010, había 29 personas residiendo en el municipio de Anna. La densidad de población era de 0,31 hab./km². De los 29 habitantes, el municipio de Anna estaba compuesto por el 100 % blancos. Del total de la población el 0 % eran hispanos o latinos de cualquier raza.